# Маркус, Габриэла
Габриэла Маркус (р. 20 февраля 1988 г.) — победительница конкурса Мисс Вселенная Бразилия 2012. Она представляла Бразилию на конкурсе Мисс Вселенная 2012, и завершила конкурс четвёртой вице-мисс.

## Личная жизнь
Маркус родилась в городе Теутония, штат Риу-Гранди-ду-Сул. У неё мать — немка, а отец португалец. Окончила университет в области пищевых технологий.

## Конкурсы красоты

### Мисс Риу-Гранди-ду-Сул
Маркус участвовала в конкурсе Мисс Риу-Гранди-ду-Сул в 2010 году и закончила его первой-вице-мисс, и была коронована Мисс Риу-Гранди-ду-Сул 2012 года.

### Мисс Бразилия 2012
Маркус победила на конкурсе красоты Мисс Бразилия 29 сентября 2012 года,. Она стала двенадцатой Мисс Рио-Гранде-ду-Сул победившей на конкурсе Мисс Вселенная Бразилия.

### Мисс Вселенная 2012
Маркус заняла 5-е (четвертая вице-мисс) За участницами (Австралия) Рене Айрис, (Венесуэла) Ирен Эссер(Филиппины) Джанин Тугонон и победительницей (США) Оливия Калпо на конкурсе прошедшем 19 декабря 2012 года.